# Nothopuga
Nothopuga es un género de solífugos de  la familia Ammotrechidae que se distribuyen en Argentina; hasta el momento solo se hallaron dos especies.

## Características y hábitat
Miden entre 14 y 20 cm. El cuerpo es de color blanco y las patas de color negro. Habitan en climas áridos y se esconden bajo piedras o rocas durante el día para protegerse del sol. Son más activas durante la noche su presencia disminuye durante la llegada del día; cazan y se alimentan de una gran variedad de insectos y arácnidos así como también de animales venenosos y peligrosos como escorpiones, arañas, ciempiés, raramente de vertebrados como ratones o lagartijas pequeñas.

## Especies
Se han descrito las siguientes especies:
- Nothopuga cuyana (Maury&1976)
- Nothopuga lobera (Maury&1977)